# Andrew C. Janos
Andrew C. Janos (Budapest, 1934) es un politólogo de origen húngaro.

## Biografía
Politólogo nacido el 9 de febrero de 1934 en Budapest, es autor de obras como The Politics of Backwardness in Hungary, 1825-1945 (Princeton University Press, 1982), Politics and Paradigms, Changing Theories of Change in Social Science (Stanford University Press, 1986) o East Central Europe in the Modern World: The Politics of the Borderlands From Pre- to Postcommunism (Stanford University Press, 2000), entre otras.